# Fonds commercial
Un fonds commercial est la valeur d'acquisition de l'ensemble des éléments incorporels du fonds de commerce (clientèle et achalandage, droit au bail s'il ne fait pas l'objet d'une convention à part).

## En France
En France, la valeur d'un fonds commercial repose sur le bail commercial régi par les articles L.145-1 à L.145-60 du code de commerce.